# A rejtély
A rejtély (eredeti cím: Fringe) egy 2008 és 2013 között bemutatott amerikai sci-fi televíziós sorozat. Megalkotói J. J. Abrams, Alex Kurtzman és Roberto Orci. Abrams produkciós cége, a Bad Robot, és a Warner Bros. Television készítette. Az alkotók a sorozatot az X-akták, az Alkonyzóna, a Sötét angyal és a Változó állapotok keresztezéseként jellemezték.
A bevezető epizód 2008 júniusában kiszivárgott a BitTorrent-oldalakra. Július végén, a Comic Con 2008-on többször levetítették. 2008. szeptember 9-én debütált az amerikai FOX csatornán. Az ausztrál Nine Network szeptember 17-én adta a sorozat első epizódját, de a rossz fogadtatás miatt öt rész után levették adásról. Az Egyesült Királyságban Sky One 2008. október 5-én tűzte műsorra, Svédországban a Kanal 5 kezdte október 2-án. Írországban a TV3 közép-európai idő szerint este 9 órakor vetíti a sorozatot. Magyarországon az RTL Klub kezdte sugározni 2009. március 13-án.

## Cselekmény
A sorozat főszereplői Olivia Dunham FBI-ügynök, és az őt segítő két civil: Dr. Walter Bishop és a fia, Peter Bishop. Olyan ügyeket vizsgálnak (telepátia, levitáció, láthatatlanság, felélesztés stb), amikre csak a jelenlegi tudomány határain túl található magyarázat (innen ered a sorozat címe, fringe science: az ismert tudomány határa).
A világban sok furcsa, látszólag különálló esemény zajlik (egy újszülött, aki néhány óra leforgása alatt megöregszik és meghal; gyógyíthatatlan betegségből felépülő beteg stb). Valójában ezek összefüggnek, és mind egy kísérletsorozat részei, amit Profilnak neveznek, akik tudnak róla (néhány kormányügynökség, a Massive Dynamic nevű vállalat). Nem tudni, ki áll a kísérlet hátterében, és mi a célja.

## Szereplők

### Főszereplők
- Anna Torv mint Olivia Dunham (1. évad –), FBI-ügynök, aki a különös esetek után nyomoz Walter és Peter Bishop segítségével.
- Joshua Jackson mint Peter Bishop (1. évad –), 190-es intelligenciahányadossal rendelkezik, a főiskolát nem fejezte be, ennek ellenére egy ideig kémiaprofesszor is volt. Olivia vette rá, hogy vegyen részt a Profil utáni nyomozásban, mivel egyedül ő tud szót érteni mentálisan instabil apjával.
- John Noble mint Doctor Walter Bishop (1. évad –), cambridge-i tudós. Korábban a kormány számára végzett úttörő kutatásokat. 1991-ben balesetet idézet elő, ami egy kollégája halálával végződött. Emiatt bezárták a St. Claire’s Elmegyógyintézetbe, ahonnan a sorozat kezdetén Olivia és Peter segítségével szabadult.
- Lance Reddick mint Phillip Broyles (1. évad –), nemzetbiztonsági ügynök, Olivia főnöke. Ő irányítja a kormány Profil utáni nyomozását.
- Jasika Nicole mint Astrid Farnsworth (1. évad –), FBI-ügynök, Walter asszisztense.
- Blair Brown mint Nina Sharp (1. évad –), A Massive Dynamic cég ügyvezetője. Waltert fia megmentése közben akadályozta, ezért elvesztette az egyik kezét , az elvesztett testrészt a cége által kifejlesztett robotkarral helyettesítették.
- Kirk Acevedo mint Charlie Francis (1. évad – 2. évad, 1–4., 11. rész; ezután visszatérő), FBI-ügynök, Olivia kollégája és közeli barátja.
- Mark Valley mint John Scott (1. évad, 1–13. rész), FBI-ügynök, Olivia korábbi partnere és szeretője. Egy Profilhoz kapcsolható ügy utáni nyomozás során súlyosan megsérül, de Olivia Walter Bishop segítségével megmenti. Ezután kiderül, hogy áruló, és kapcsolatba hozható a Profillal. Autóbalesetben meghal, mikor Olivia megpróbálja elfogni.
- Seth Gabel mint Lincoln Lee (2–3. évadban visszatérő; 4. évad –), a párhuzamos világban az Áltudomány egyik ügynöke

### Visszatérő szereplők
- Michael Cerveris mint September (1. évad - 5. évad), egyike a Megfigyelőknek. Folyamatosan jelen van a sorozatban, általában csak a háttérben tartózkodik.
- Ari Graynor mint Rachel Dunham (1. évad -), Olivia testvére.
- Lily Pilblad mint Ella Blake (1. évad -), Olivia unokahúga, Rachel lánya. Emily Meade játssza a jövőben.
- Leonard Nimoy mint William Bell (1-3. évad), Walter egykori laboratóriumi partnere, a Massive Dynamic alapítója, látszólag meghalt a 2. évad végén.
- Michael Gaston mint Sanford Harris (1. évad), Olivia régi ellensége.
- Jared Harris mint David Robert Jones (1. évad, 4. évad), a ZFT vezetője, meghalt az 1. évad végén.
- Chance Kelly mint Mitchell Loeb (1. évad), egy FBI-ügynök aki titokban a ZFT-nek dolgozik.
- Ryan McDonald mint Brandon Fayette (2. évad -), a Massive Dynamic tudósa. A párhuzamos univerzumban a Védelmi Miniszternek dolgozik.
- Kevin Corrigan mint Sam Weiss (2-3. évad), Olivia amatőr pszichológusa, egy Bostoni bowling-terem vezetője.
- Sebastian Roché mint Thomas Jerome Newton (2–3. évad), az alakváltók vezére.

## Magyar hangok
| Szereplő          | Magyar hangja            |
| ----------------- | ------------------------ |
| Olivia Dunham     | Pikali Gerda             |
| Peter Bishop      | Seszták Szabolcs         |
| Walter Bishop     | Rudas István, Végh Péter |
| Charlie Francis   | Crespo Rodrigo           |
| Phillip Broyles   | Forgács Péter            |
| Astrid Farnsworth | Kelemen Kata             |
| Nina Sharp        | Menszátor Magdolna       |
| John Scott        | Schnell Ádám             |
| Lincoln Lee       | Előd Álmos, Szabó Máté   |

## Epizódok
| Évad | Rész # |  | Első vetítés         | Utolsó vetítés     |
| ---- | ------ |  | -------------------- | ------------------ |
| 1.   | 20     |  | 2008. szeptember 9.  | 2009. május 12.    |
| 1.   | 20     |  | 2009. március 13.    | 2009. július 31.   |
| 2.   | 23     |  | 2009. szeptember 17. | 2010. május 20.    |
| 2.   | 23     |  | 2010. június 14.     | 2011. február 7.   |
| 3.   | 22     |  | 2010. szeptember 23. | 2011. május 6.     |
| 3.   | 22     |  | 2013. március 7.     | 2013. augusztus 1. |
| 4.   | 22     |  | 2011. szeptember 17. | 2012. május 11.    |
| 4.   | 22     |  | 2014. április 30.    | 2014. október 1.   |
| 5.   | 13     |  | 2012. szeptember 28. | 2013. január 18.   |
| 5.   | 13     |  |                      |                    |

A sorozat része a FOX csatorna Remote-Free TV (távkapcsoló nélküli tévézés) kezdeményezésének: az egyórás műsorsávban kevesebb (kb. fele annyi) reklámot mutatnak. Emiatt az epizódok a szokásos 43-44 perc helyett hozzávetőleg 50 perc hosszúak.

## Nézettségi adatok
Az első részt 9,13 millió néző látta, a műsor alatt a nézettség folyamatosan nőtt. A második résznél jelentősen megnőtt a nézőszám – köszönhetően az erősebb felvezetésnek –, 13,27 millióan látták, amivel az ötödik legnézettebb műsor lett a héten. A 3. részre csökkent a nézettség, de még így is 9,42 millióan látták.
Abrams egy sajtótájékoztatón azt nyilatkozta, nem okozna gondot lezárni a sorozatot, ha az alacsony nézettség miatt nem folytatódna. Október elején a Fox bejelentette, hogy 13 további részt rendelt a sorozatból, aminek az évada így 22 részből fog állni.

## Amerikai nézettség
A Fringe által elért nézettségi eredmény (az epizódok nézettségének súlyozott átlaga, beleszámítva az ismétléseket is).
| Évad | Műsorsáv (EST)                             | Évadnyitó            | Évadzáró        | Televíziós évad | Helyezés | Nézőszám (millió) |
| ---- | ------------------------------------------ | -------------------- | --------------- | --------------- | -------- | ----------------- |
| 1    | kedd 21:00                                 | 2008. szeptember 9.  | 2009. május 12. | 2008–2009       | #43      | 9,96              |
| 2    | csütörtök 21:00                            | 2009. szeptember 17. | 2010. május 20. | 2009–2010       | #79      | 6,25              |
| 3    | csütörtök 21:00 (2010) péntek 21:00 (2011) | 2010. szeptember 23. | 2011. május 6.  | 2010–2011       | #99      | 5,83              |

## Kritika
Origo.hu: „A Fringe pre-airjének legidegesítőbb hibája egyértelműen az, hogy a történet szerint a gépen utazók németül beszélnek. A szereplők némettudása azonban szánalmas, akcentusuk borzalmas. Érthetetlen, hogy J. J. Abrams miért nem figyelt arra, hogy Hollywoodban találjanak 2-3 németül beszélő epizódszínészt. Főleg mivel ők is tudhatták, hogy a sorozat hamar átjut az interneten Európába is.”

## Kapcsolódó média
A sorozat premierje előtt két héttel jött ki a sorozat előzményeit bemutató képregénysorozat első része. A képregényt Zack Whedon (Joss Whedon testvére) írta, és a DC Comics adta ki a Wildstorm kiadványsorozatában. A sorozatot 6 részesre tervezték, de folytatást végül 2009. januárjára halasztották, amikor a sorozat is visszatér a képernyőkre. Hank Kanalz, a Wildstorm vezetője szerint a sorozat író azt akarták, hogy a képregény teljes mértékben része legyen a mitológiának, ezért bizonyos változtatásokra volt szükség.
A pilot bemutatásával elindult egy reality játék is, aminek középpontjában a kitalált Massive Dynamic nevű cég áll. A reklámszünetek előtt szimbólumok és világító pontok voltak láthatók a képernyőn. Az epizód végén pedig a cég hirdetése jelent meg, amiben egy létező weboldal is meg volt adva, ez szolgált a játék kiindulópontjaként. Korábban hasonló víruskampányok kísérték Abrams másik sorozatát, a Lostot is.

## Fordítás
- Ez a szócikk részben vagy egészben a Fringe (TV series) című angol Wikipédia-szócikk fordításán alapul.  Az eredeti cikk szerkesztőit annak laptörténete sorolja fel. Ez a jelzés csupán a megfogalmazás eredetét és a szerzői jogokat jelzi, nem szolgál a cikkben szereplő információk forrásmegjelöléseként.